# Pitane fervens
Pitane fervens är en fjärilsart som beskrevs av Walker 1854. Pitane fervens ingår i släktet Pitane och familjen björnspinnare. Inga underarter finns listade i Catalogue of Life.